# ノンタブリー県

ノンタブリー県
จังหวัดนนทบุรี

- この項目は英語版を元に作成されています。

ノンタブリー県（ノンタブリーけん、タイ語: จังหวัดนนทบุรี ）は、タイ王国・中部の県（チャンワット）の一つ。アユタヤ県、パトゥムターニー県、バンコク都、ナコーンパトム県に接する。

## 地理
ノンタブリー県はチャオプラヤー川を中心とする平地にあり、バンコク首都圏である。ほとんどの地区はバンコクの市街地の一部であるため、バンコクとの境が区別しにくい。都心からの距離は約20kmで、位置的にはドンムアン空港の西側にあたる。

## 歴史
1943年から1946年までバンコクに編入されていた。

## 県章
県章はノンタブリークレット島の名物である素焼きの瓶がデザインされている。
県木・県花はコウエンボクである。

## 行政区
ノンタブリー県は6の郡（アンプー）に分かれ、その下に52の町（タンボン）と、433の村（ムーバーン）がある。
郡
1. ムアンノンタブリー郡
2. バーンクルアイ郡（タイ語版）
3. バーンヤイ郡（タイ語版）
4. バーンブアトーン郡（タイ語版）
5. サイノーイ郡（タイ語版）
6. パーククレット郡

## 施設
- インパクト・ムアントーンターニー
- バンクワン刑務所

## 交通

### 鉄道
バーンクルアイ郡とバンコク都の境界上をタイ国有鉄道 南本線が走る。2016年、バンコク・メトロ パープルラインが開通した。2024年、モノレールピンクラインが営業運転開始した。